# Olympische Winterspiele 2014/Teilnehmer (Island)
| Gelbes Symbol für Goldmedaillen mit stilisierten Olympischen Ringen | Graues Symbol für Silbermedaillen mit stilisierten Olympischen Ringen | Braundes Symbol für Bronzemedaillen mit stilisierten Olympischen Ringen |
| ------------------------------------------------------------------- | --------------------------------------------------------------------- | ----------------------------------------------------------------------- |
| —                                                                   | —                                                                     | —                                                                       |

Island nahm an den Olympischen Winterspielen 2014 in Sotschi mit fünf Athleten in zwei Sportarten teil. Fahnenträger war der Skilangläufer Sævar Birgisson.

## Sportarten

### Ski Alpin
| Frauen - Erla Ásgeirsdóttir - Helga María Vilhjálmsdóttir | Männer - Einar Kristgeirsson - Brynjar Jökull Guðmundsson |

### Skilanglauf
| Männer - Sævar Birgisson |